# Pat Rizzo
Pat Rizzo är en amerikansk musiker, mest känd som saxofonist i det inflytelserika soul- och funkbandet Sly and the Family Stone mellan åren 1972 och 1975. Rizzo togs in som ersättare när den tidigare bandmedlemmen Jerry Martini lämnade bandet efter bråk med ledaren Sly Stone.